# Ельшайд (Нойвід)
Ельшайд (нім. Ehlscheid) — громада в Німеччині, розташована в землі Рейнланд-Пфальц. Входить до складу району Нойвід. Складова частина об'єднання громад Ренгсдорф.
Площа — 6,29 км2. Населення становить 1523 ос. (станом на 31 грудня 2020).

## Галерея

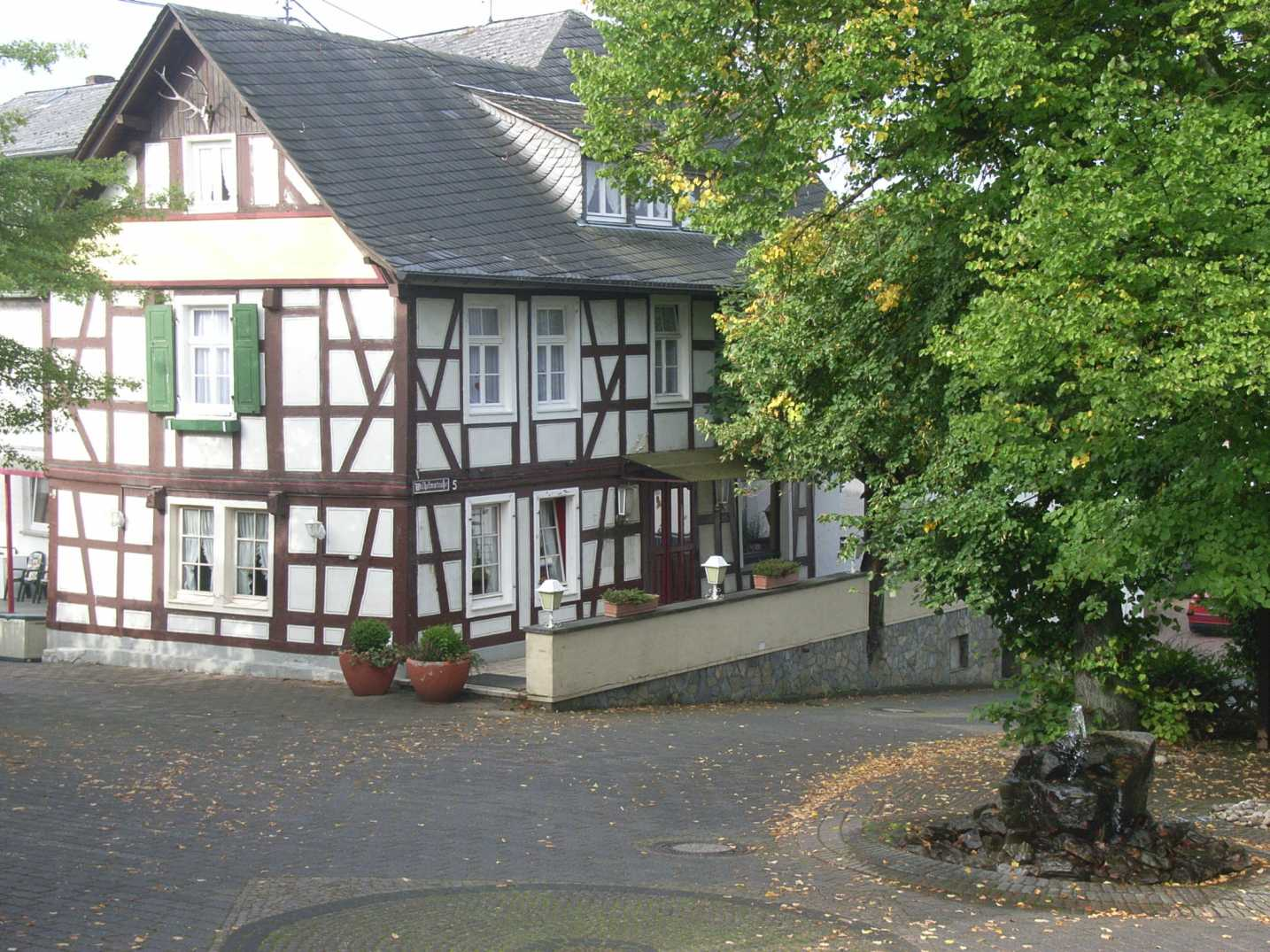
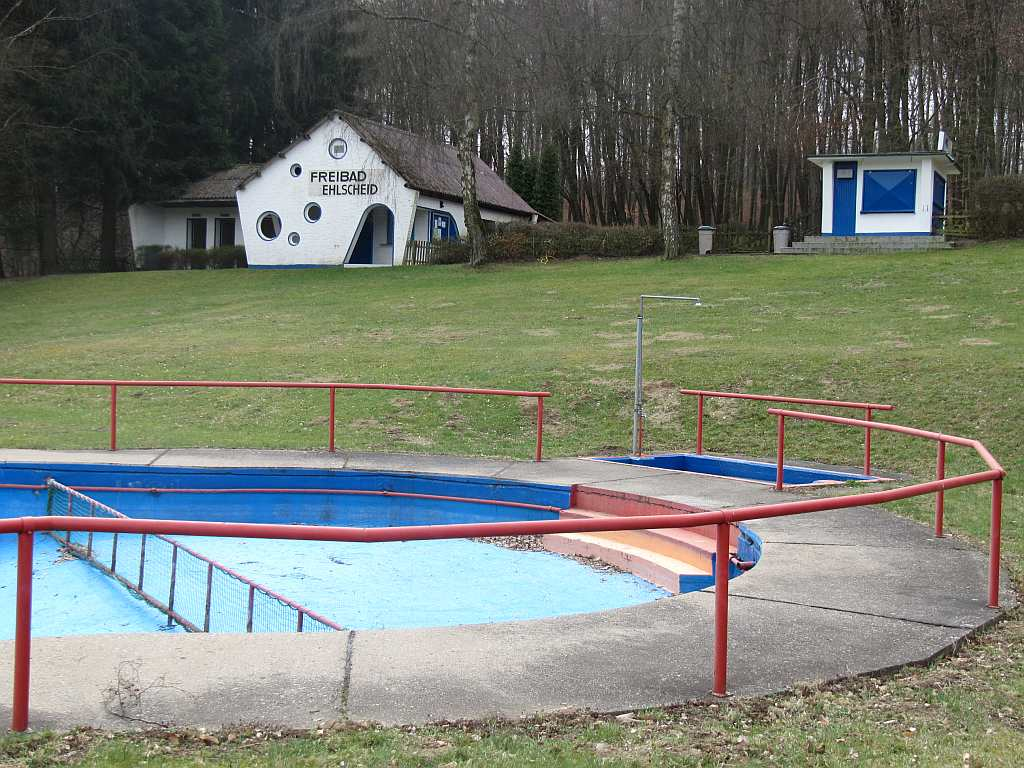